# Pierre Beauchamp

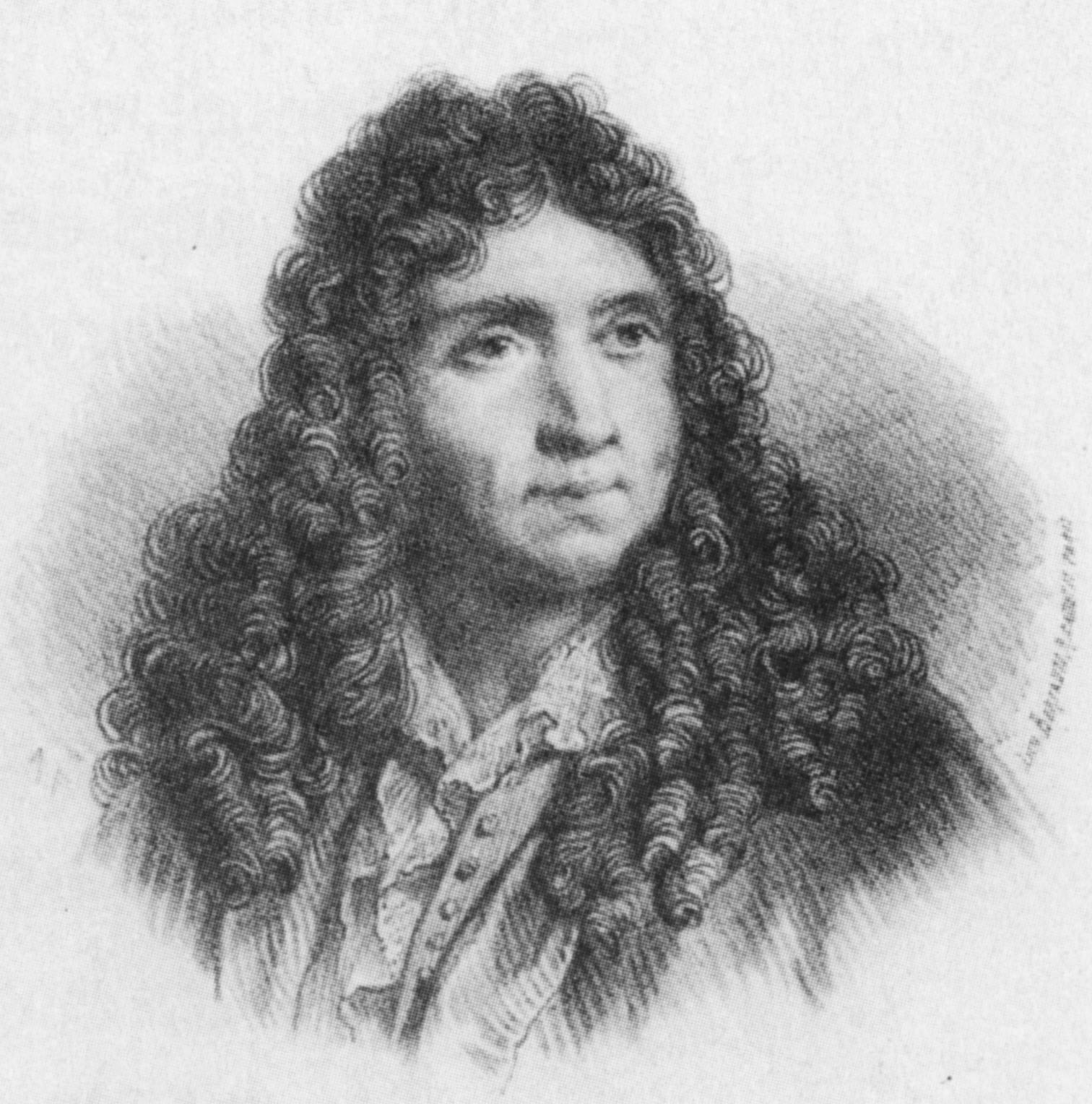
Pierre Beauchamp

Pierre Beauchamp (también Beauchamps, a veces erróneamente llamado Charles-Louis Beauchamp; París, 30 de octubre de 1636 — París, febrero de 1705) fue un coreógrafo y bailarín francés, probablemente el inventor de la notación Beauchamp-Feuille
Fue nombrado director de la «Académie Royale de Danse» en 1671 (aunque no era un miembro fundador de la Academia como con frecuencia se afirma). Fue el coreógrafo principal de la compañía de Molière (la «Troupe du Roy») durante 1664-73; además fue maestro de ballet en la «Académie Royale de Musique» y «Compositeur des Ballets du Roi». En estos puestos fue muy influyente y una de las más grandes figuras de la «belle danse» francesa del siglo XVII, la danza barroca.
Perteneciente a una familia de «maîtres de danse», Beauchamp debutó en la corte de Luis XIV en 1648, en el Ballet du dérèglement des passions. Colaboró a continuación con Jean-Baptiste Lully y Molière e inventó con ellos la «comédie-ballet» de la que la mejor ilustración es Le Bourgeois gentilhomme (1670). Compuso también las danzas de las principales operas de Robert Cambert y Pierre Perrin para la Académie royale de Musique, de la que fue el primer «maître de ballet».
A la muerte de Lully (1687), trabajó esencialmente para los colegios de los Jesuitas. Formó a numerosos bailarines, como Blondy, Favier y Pécour, y puso a punto un sistema de escritura de la danza que su discípulo Feuillet publicará bajo su propio nombre en 1700.
Escrito algunos años después de los hechos, Pierre Rameau concede a Beauchamp el crédito de la codificación de las cinco posiciones clásicas de los pies, así como un papel en el desarrollo de la utilización de los brazos (nota, sin embargo, que, a diferencia de las posiciones de los pies, el uso de las brazos en la danza barroca difiere significativamente de su utilización en el ballet). Rameau también afirma que Beauchamp dio clases de baile a Luis XIV durante más de veintidós años.
Dos coreografías sobreviven en copias manuscritas que son atribuidas a Beauchamp: el dúo de baile «Rigaudons de mr bauchand», y el solo teatral para un hombre en solitario «Sarabande de Mr. de Beauchamp». La sarabanda es inusual entre los solos supervivientes para varón, porque a pesar de que requiere un virtuoso de la técnica, con sus «pirouettes» y muchos pasos ornamentados, no tiene pasos aéreos.

## Obras
Con Molière y Lully
- Les Fâcheux, coreografía, composición, dirección de orquesta (1661)
- Le Mariage forcé (1664)
- Le Bourgeois gentilhomme, ballets (1669)
- Les Amants magnifiques (1670)
- Psyché, ballets (1671)
- Le Malade imaginaire, ballets (1673)

Creación de danzas para Pierre Perrin
- Pomone (1671)

Coreografías para Lully
- L'Impatience (1661)
- La Naissance de Vénus (1665)
- Alceste (1674)
- Atys (1676)
- Isis (1677)
- Le Triomphe de l'amour, avec Pécour (1681)
- Ballet de la jeunesse (1686)